# Lutzomyia vindicator
Lutzomyia vindicator är en tvåvingeart som först beskrevs av Dampf A. 1944.  Lutzomyia vindicator ingår i släktet Lutzomyia och familjen fjärilsmyggor. Inga underarter finns listade i Catalogue of Life.